# Denis James Madden

Wappen von Denis James Madden

Denis James Madden (* 8. März 1940 in Carbondale, Pennsylvania, Vereinigte Staaten) ist ein US-amerikanischer Geistlicher und emeritierter römisch-katholischer Weihbischof in Baltimore.

## Leben
Denis James Madden trat der Ordensgemeinschaft der Benediktiner bei, empfing am 1. April 1967 die Priesterweihe. Später verließ er den Orden und wurde am 4. November 1976 in den Klerus des Erzbistums Baltimore inkardiniert.
Papst Benedikt XVI. ernannte ihn am 10. Mai 2005 zum Weihbischof in Baltimore und Titularbischof von Baia. Der Erzbischof von Baltimore, William Henry Kardinal Keeler, spendete ihm am 24. August desselben Jahres die Bischofsweihe; Mitkonsekratoren waren die Weihbischöfe William Francis Malooly und Mitchell Thomas Rozanski aus Baltimore.
Am 5. Dezember 2016 nahm Papst Franziskus seinen altersbedingten Rücktritt an.